# سيينا غيلوري
سيينا غيلوري (بالإنجليزية: Sienna Guillory)‏ مواليد 16 مارس 1975 في إنجلترا، المملكة المتحدة، هي ممثلة إنجليزية بدأت مسيرتها الفنية عام 1996.

## الأعمال
- آلة الزمن
- الحب الحقيقي
- ريزدنت إيفل: آبوكاليبس
- إيراغون
- ريزدنت إيفل: أفتر لايف
- ريزدنت إيفل: رتريبيوشن
- أجاثا كريستي ماربل
- عقول إجرامية
- سي اس آي: التحقيق في موقع الجريمة
- المتحولون: عصر الانقراض